# Лозьва
Лозьва (рос. Лозьва) — річка в Азії, у центральній, крайній західній частині Західного Сибіру, протікає територією Західно-Сибірської рівнини, у північній частини Свердловської області Росії. Ліва твірна річки Тавди. Належить до водного басейну річки Об → Карського моря.

## Географія
Витік річки Лозьва починається на східних схилах хребта Поясовий Камінь (Північний Урал) з невеличкого озера Лунтхусаптур, яке розташоване на південно-східних схилах гори Отиртен (1234 м) в Івдельському міському окрузі, на висоті приблизно 885 м над рівнем моря. Тече на південний схід територією Івдельського та Гарінського міських округів серед боліт Туринської рівнини (Західно-Сибірська рівнина). Річка має типово гірський характер з перекатами, що чергуються з плесами та ямами (вирвами). Зливаючись з правою твірною — Сосьвою, утворює річку Тавда за 719 км від її гирла, за 14 км на північ від селища Гари та за 1 км вище села Усть-Лозьва на висоті 56 м. Поблизу гирла ширина річки доходить до 70—80 метрів, при глибині до 2,5 метрів і швидкості потоку — до 0,5 м/с.
Довжина річки — 637 км. Площа басейну — 17800 км². Від витоку річки Лозьви до гирла Тавди довжина становить — 1356 км, а загальна площа басейну — 88100 км². Повне падіння рівня русла Лозьви, від витоку до гирла, становить 829 м, що відповідає середньому похилу русла — 1,3 м/км.
Судноплавна в нижній течії, на 328 км від гирла, до гирла річки Івдель.
У річці водиться сибірський харіус, таймень, минь, щука, ялець, окунь, тугун.

## Гідрологія
Живлення річки змішане, снігове та дощове, з перевагою снігового. Замерзає в жовтні — на початку листопада. Розкривається в кінці квітня — на початку травня.
Середньорічна витрата води за 187 км від гирла 70 м³/с. За період спостереження протягом неповних 11 років (1968–1981) на станції у селі Шабурове, за 37 км від гирла, середньорічна витрата води становила 135,3 м³/с для водного басейну 17300 км², що становить більше 97 % від загальної площі басейну річки, яка становить 17800 км². Величина прямого стоку в цілому по цій частині басейну становила — 246,85 міліметри на рік.
За період спостереження встановлено, що мінімальний середньомісячний стік становив 17,48 м³/с (у березні), що становить 4,3 % максимального середньомісячного стоку, який відбувається у червні місяці та становить майже — 402,7 м³/с і вказує на доволі велику амплітуду сезонних коливань.
За період спостереження, абсолютний мінімальний місячний стік (абсолютний мінімум) становив 9,13 м³/с (у межень лютого 1977 року), абсолютний максимальний місячний стік (абсолютний максимум) становив 677 м³/с (у червні 1974 року).

## Притоки
Річка Лозьва приймає більше чотирьох десятків приток, довжиною понад 10 км. Найбільших із них, довжиною понад 50 км — 9, із них понад 100 км — 5 (від витоку до гирла):
| Назва притоки                     | Довжина,(км) | Площа водозбірного басейну, (км²) | Відстань від гирла р. Лозьви, (км) | Витрата води,(м³/с) |
| --------------------------------- | ------------ | --------------------------------- | ---------------------------------- | ------------------- |
| ← Північна Тошемка (Вел. Тошемка) | 72           | 841                               | 501                                |                     |
| ← Вижай                           | 88           | 1060                              | 496                                |                     |
| ← Івдель                          | 116          | 2320                              | 332                                |                     |
| → Пиновка                         | 97           | 554                               | 316                                |                     |
| → Лявдинка (Східна Лявдинка)      | 106          | 682                               | 274                                |                     |
| → Велика Евва (Евва)              | 107          | 1080                              | 225                                |                     |
| → Поніл                           | 144          | 1130                              | 214                                |                     |
| ← Тальма                          | 101          | 740                               | 127                                |                     |
| ← Лікина                          | 78           | 1210                              | 107                                |                     |

## Населенні пункти
Басейн і береги річки малозаселені. На берегах розташовано трохи більше двох десятків невеликих населених пунктів, найбільші з яких — селище Полуночне (2473 осіб, 2010) та місто Івдель (16 378 осіб, 2015), частина з яких нежилі, споруди зимників та мисливські будиночки (від витоку до гирла): селища Друге Північне (нежиле), Квартал 41 (бараки), Квартал 55 (бараки), села: Вижай (нежиле), Бурмантове, Хорпія, Шипичне, Новошипичне, Пристань (нежиле), Юркіне (нежиле), Полуночне (в басейні, за 4 км від правого берега), місто Івдель (в басейні, за 5 км від правого берега), селища: Гідролізне, Першине, Половинне (нежиле), Лача (нежиле), Митяєве, села: Поніл, Новий Вагіль, Лікіне, Таньшина (нежиле), Кіндратьєве, Зимний, Шабурове, Агапове (нежиле), Мишине.